# Czarface Meets Metal Face
Albums par Czarface
First Weapon Drawn
(2017)
Albums par MF Doom
NehruvianDOOM
(2014)
Czarface Meets Metal Face est un album collaboratif de Czarface et MF Doom, sorti le 30 mars 2018.

## Accueil critique
L'album recueille dans l'ensemble de bonnes critiques, obtenant un score de 75⁄100, sur la base de neuf critiques collectées sur Metacritic.

## Liste des titres
| No  | Titre                                                | Durée |
| --- | ---------------------------------------------------- | ----- |
| 1.  | Take Your Medicine                                   | 0:52  |
| 2.  | Meddle with Metal                                    | 3:26  |
| 3.  | Badness of Madness                                   | 2:56  |
| 4.  | Close Talker                                         | 0:50  |
| 5.  | Forever People                                       | 3:20  |
| 6.  | Captain Crunch                                       | 3:57  |
| 7.  | Don't Spoil It                                       | 1:39  |
| 8.  | Phantoms (featuring Open Mike Eagle & Kendra Morris) | 4:19  |
| 9.  | Bomb Thrown                                          | 4:32  |
| 10. | You Masked for It                                    | 1:22  |
| 11. | Astral Traveling (featuring Vinnie Paz)              | 3:50  |
| 12. | Nautical Depth                                       | 3:31  |
| 13. | Stun Gun                                             | 2:03  |
| 14. | MF Czar                                              | 3:22  |
| 15. | Captain Brunch                                       | 2:29  |
| 16. | Sleeping Dogs                                        | 1:09  |